# Wybory prezydenckie w Macedonii Północnej w 2024 roku
Wybory prezydenckie w Macedonii Północnej w 2024 roku – wybory prezydenckie w Macedonii Północnej, które odbyły się w dwóch turach: 24 kwietnia 2024 roku i 8 maja 2024 roku. W II turze Gordana Siłjanowska-Dawkowa pokonała Stewo Pendarowskiego, stając się tym samym pierwszą kobietą, która objęła prezydenturę w Macedonii Północnej.

## System wyborczy
Prezydent Macedonii jest wybierany przy użyciu zmodyfikowanego systemu podwójnego; kandydat może być wybrany tylko w pierwszej turze głosowania, jeśli otrzyma równowartość ponad 50% głosów od wszystkich zarejestrowanych wyborców. W drugiej turze frekwencja musi wynosić co najmniej 40%, aby wynik został uznany za ważny.
Konstytucja stanowi, że kandydat ubiegający się o urząd prezydenta musi mieć ukończone 40 lat i mieszkać w Macedonii przez dziesięć z ostatnich piętnastu lat.

## Kandydaci
| Kandydat                    | Przynależność partyjna                    |
| --------------------------- | ----------------------------------------- |
| Stewo Pendarowski           | bezpartyjny                               |
| Gordana Siłjanowska-Dawkowa | WMRO-DPMNE                                |
| Stewczo Jakimowski          | Obywatelska Opcja na rzecz Macedonii      |
| Bujar Osmani                | Demokratyczny Związek na rzecz Integracji |
| Bilana Wankowska            | bezpartyjny                               |
| Arben Taravari              | Sojusz na rzecz Albańczyków               |
| Maksim Dimitriewski         | ZNAM                                      |

## Wyniki

### Pierwsza tura

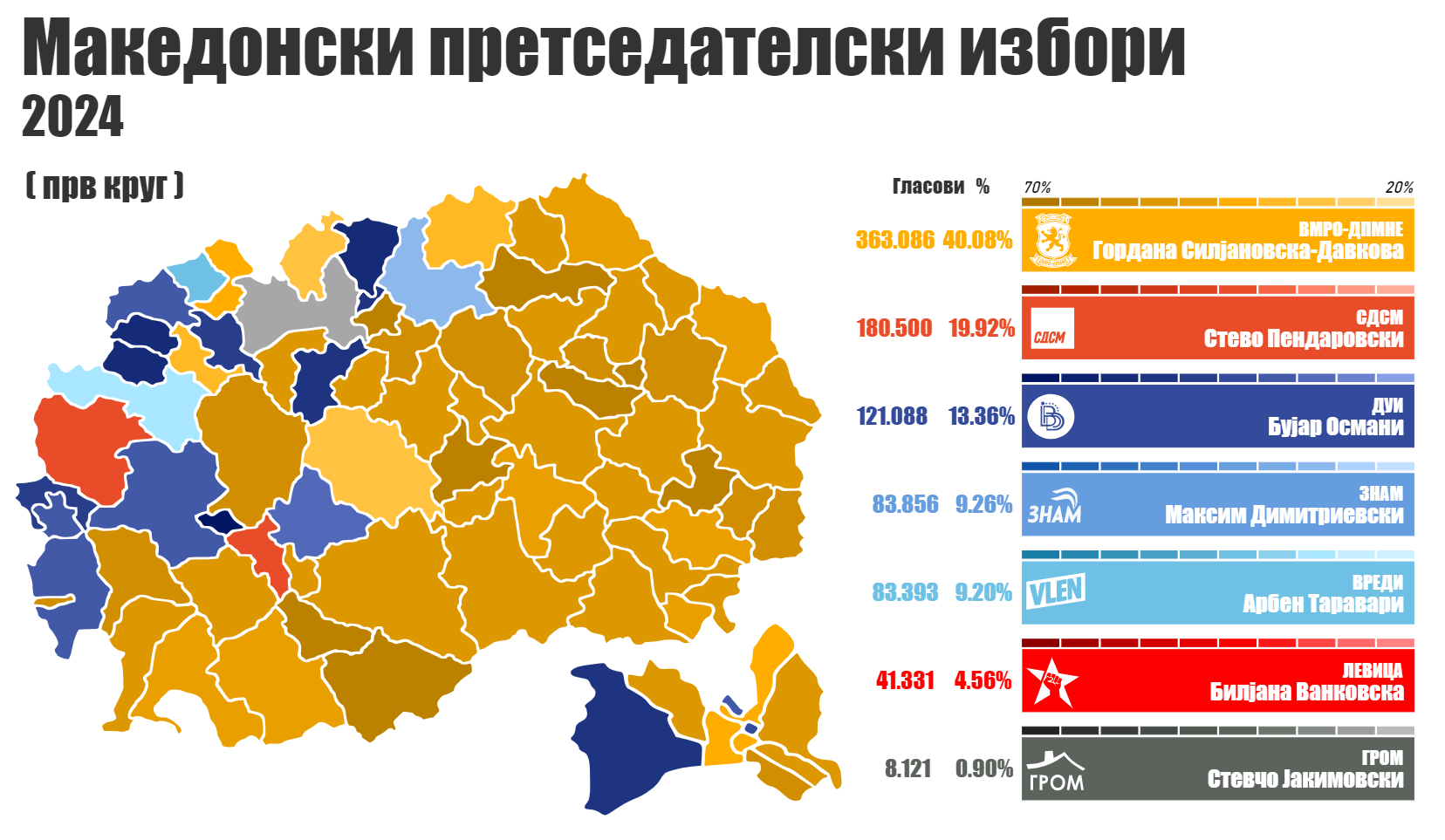
Wyniki pierwszej tury według gmin

Obwieszczenie o wynikach I tury wyborów Państwowa Komisja Wyborcza sporządziła 24 kwietnia 2024.
| Kandydat       | Kandydat                    | Głosy      | Procent |
| -------------- | --------------------------- | ---------- | ------- |
|                | Gordana Siłjanowska-Dawkowa | 363 085    | 40,09%  |
|                | Stewo Pendarowski           | 180 499    | 19,93%  |
|                | Bujar Osmani                | 120 811    | 13,34%  |
|                | Maksim Dimitriewski         | 83 855     | 9,26%   |
|                | Arben Taravari              | 83 337     | 9,20%   |
|                | Bilana Wankowska            | 41 331     | 4,56%   |
|                | Stewczo Jakimowski          | 8 121      | 0,90%   |
| Głosy nieważne | Głosy nieważne              | 24 560     | 2,71%   |
| Razem          | Razem                       | 905 622    | 100%    |
| Frekwencja     | Frekwencja                  | Frekwencja | 49,92%  |

### Druga tura

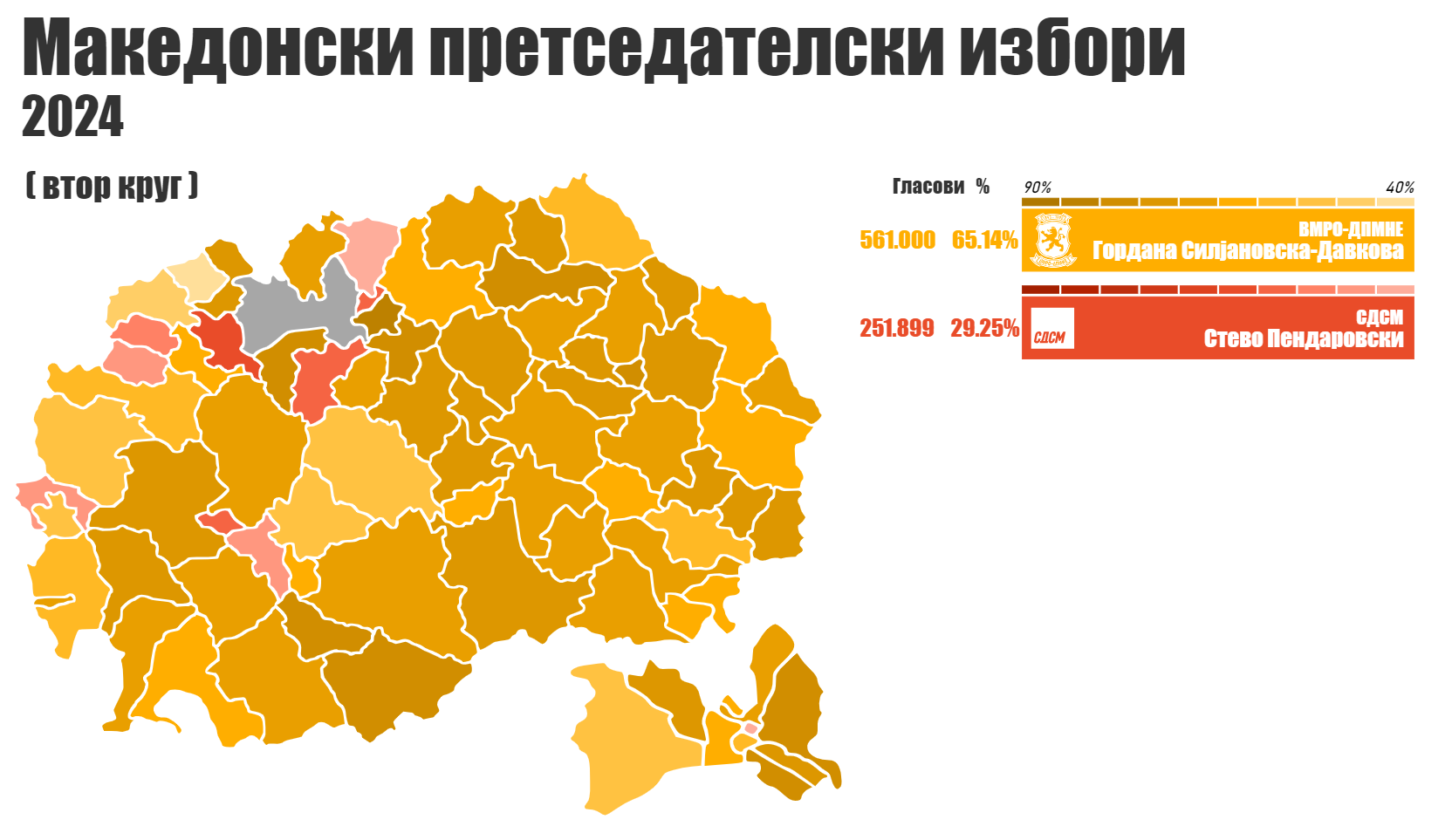
Wyniki drugiej tury według gmin

Druga tura odbyła się 8 maja 2024.
| Kandydat       | Kandydat                    | Głosy      | Procent |
| -------------- | --------------------------- | ---------- | ------- |
|                | Gordana Siłjanowska-Dawkowa | 561 000    | 69,01%  |
|                | Stewo Pendarowski           | 251 899    | 30,99%  |
| Głosy nieważne | Głosy nieważne              | 48 289     | 5,61%   |
| Razem          | Razem                       | 861 218    | 100%    |
| Frekwencja     | Frekwencja                  | Frekwencja | 47,47%  |